# Lycaena allardi
Lycaena allardi är en fjärilsart som beskrevs av Charles Oberthür 1874. Lycaena allardi ingår i släktet Lycaena och familjen juvelvingar. Inga underarter finns listade i Catalogue of Life.